# Hjørring Provsti
Hjørring Provsti var et provsti i Aalborg Stift. Provstiet lå i Hirtshals Kommune, Hjørring Kommune og Skagen Kommune.
Provstiet er nu nedlagt og i stedet er oprettet Hjørring Nordre Provsti og Hjørring Søndre Provsti, hvoraf førstnævnte var det gamle Frederikshavn Provsti.
Hjørring Provsti bestod af følgende pastorater:
- Skt Catharinæ Pastorat
- Skt Hans-Skt Olai Pastorat
- Bistrup Pastorat
- Vrejlev-Hæstrup Pastorat
- Tårs Pastorat
- Bjergby-Mygdal Pastorat
- Skallerup-Vennebjerg-Mårup Pastorat
- Horne-Asdal Pastorat
- Hirtshals Pastorat
- Tornby-Vidstrup Pastorat
- Tversted-Uggerby Pastorat
- Bindslev Pastorat
- Skagen Pastorat
- Råbjerg Pastorat